# Zui linglong
Zui linglong (醉玲珑S, Zuì línglóngP; titolo internazionale Lost Love in Times) è una serie televisiva cinese trasmessa su Dragon TV dal 13 luglio al 29 settembre 2017, adattamento del romanzo omonimo di Shi Siye.

## Trama
Qingchen, una sciamana Wu facente parte di una tribù incaricata di proteggere la famiglia imperiale, e Yuan Ling, il quarto principe del Grande Wei, sono nati con il destino delle stelle binarie, che li fa innamorare a prima vista; tuttavia, essendo Qingchen la Grande Sciamana e non potendo quindi sposarsi nella famiglia imperiale, nasconde i suoi sentimenti per il bene del regno. Quando Ling ascende al trono, però, decide di sposarla nonostante l'opposizione della corte: il settimo principe Yuan Zhan, che è il suo maggior rivale, organizza un colpo di stato il giorno delle nozze, e Qingchen utilizza i Sacri Ciottoli delle Nove Trasformazioni per resettare l'universo nel tentativo di evitare ulteriori spargimenti di sangue. La donna finisce così in un mondo parallelo dove nessuno la conosce, nel quale cerca di impedire a Yuan Ling d'innamorarsi di nuovo di lei.

## Personaggi
- Qingchen, interpretata da Liu Shishi
Una sciamana dalle grandi doti curative, l'aspetto debole e gentile nasconde una mente intelligente e acuta.
- Yuan Ling, interpretato da William Chan
Quarto principe di Wei, è noto come il Dio della Guerra ed è il comandante della temuta Armata Nera. È in realtà figlio dell'imperatore precedente Renzong. Sembra freddo, ma in realtà è un uomo passionale che farebbe di tutto per proteggere chi ama.
- Yuan Zhan, interpretato da Xu Haiqiao
Settimo principe di Wei, nel primo universo è un uomo inflessibile che vuole il trono, mentre nel secondo è raffinato, gentile e intelligente: non ha alcun interesse nella politica, e si cura di piante e musica. Ama Qingchen e l'aiuta nonostante non sia ricambiato.
- Yuan An, interpretato da Liu Yijun
Imperatore di Wei, è un uomo calcolatore e autocratico particolarmente duro con i suoi figli e crudele con chi lo accusa di aver usurpato il trono.
- Imperatrice, interpretata da Jiang Lingjin
Imperatrice defunta di Wei, madre di Yuan Hao e Yuan Ming.
- Consorte Mo Lian, interpretata da Zeng Li
Madre di Yuan Ling e moglie dell'imperatore defunto Renzong, è l'unico amore di Yuan An. In realtà è Dingshui, la gran maestra della magia nera.
- Consorte Yin, interpretata da Fang Xiaoli
Madre di Yuan Zhan e Yuan Xi.
- Principe ereditario Yuan Hao, interpretato da Gao Yiqing
Primo principe di Wei e fratello di sangue di Yuan Ming, in realtà non desidera il potere, ma solo vivere libero. Ama Luanfei.
- Yuan Ji, interpretato da Ji Chen e Zhang Junshuo (da bambino)
Terzo principe di Wei, è un uomo gentile che ama i suoi fratelli ed è guardato dall'alto in basso per via delle origini umili di sua madre. Ha un legame particolarmente stretto con Yuan Ming.
- Consorte Jin Hui, interpretata da Li Chengyuan
Figlia illegittima della famiglia Jin e concubina di Yuan Zhan, è una donna gentile, comprensiva e virtuosa che desidera solo stare accanto all'uomo che ama.
- Yuan Ming, interpretato da Ryan Zhang e Zhang Zheyu (da bambino)
Nono principe di Wei e fratello di sangue del principe ereditario Yuan Hao, da quando l'amata moglie Xianwu è morta in circostanze misteriose è deciso a scoprire la verità e vendicarsi; per questo non esita ad allearsi con Dingshui per uccidere i fratelli e salire al trono.
- Yuan Che, interpretato da Gong Jun
Undicesimo principe di Wei e fratello di sangue di Yuan Li, è un ragazzo gentile e sincero fedele al fratello maggiore Yuan Ling, che aiuta in ogni occasione. È innamorato di Caiqian.
- Yuan Li, interpretato da Xu Jiawei
Dodicesimo principe di Wei e fratello di sangue di Yuan Che, è molto amato dal padre per la sua semplicità. Causa molti problemi ai suoi fratelli, ma viene perdonato e viziato per via della sua costituzione debole. È in realtà il Guardiano delle Nove Trasformazioni, arrivato nell'universo alternativo insieme a Qingchen, che aiuta. S'innamora di Mingyan.
- Yuan Xi, interpretato da Wang Ruolin
Quinto principe di Wei e fratello di sangue di Yuan Zhan, viene ucciso dalla madre per incastrare Yuan Ling.
- Yuan Ting, interpretato da Huang Haige
Figlio di Yuan Xi.
- Zheng Tong, interpretata da Lu Meifang
Moglie di Yuan Xi.
- Taoyao, interpretata da Han Xue
Maestra delle Incantatrici e mentore di Mingyan, è innamorata di Xixie.
- Xixie, interpretato da Han Dong
Maestro delle Incantatrici e mentore di Qingchen, che ha cresciuto dall'infanzia, è innamorato di Taoyao.
- Wu Pingting, interpretata da Tang Jingmei
Sciamana oscura fedele a Yuan Ming, vede Qingchen come la sua più grande rivale.
- Mo Buping, interpretato da Zhang Gong
Maestro delle Incantatrici, lavora a palazzo in incognito come astronomo.
- Dingshui, interpretata da Bao Tianqi
Gran maestra della magia nera, dopo essersi innamorata dell'imperatore Renzong ha finto la sua morte ed è entrata a palazzo come sua consorte assumendo l'identità di Mo Lian.
- Mingyan, interpretata da Ma Chunrui
Sciamana amica di Qingchen e discepola di Taoyao, s'innamora di Yuan Li mentre aiuta Mo Buping all'osservatorio astronomico spacciandosi per un suo studente.
- Biyao, interpretata da Ma Yue
Sciamana amica di Qingchen.
- Meiya, interpretata da Chai Wei
Sciamana amica di Qingchen, uccisa dall'esercito di Liang.
- Zhang Shu, interpretato da Su Hang
Comandante dell'esercito imperiale e uomo fidato di Yuan Hao.
- Qin Zhan, interpretato da Hu Lin
Comandante che aiuta Yuan Ling e Qingchen.
- Wei Changzheng, interpretato da Chen Xinze
Generale dell'Armata Nera.
- Li Lin, interpretato da Yang Taoge
Aiutante di Yuan Zhan.
- Feng Yan, interpretato da Fu Jun
Primo ministro di Wei e padre di Xianwu e Luanfei.
- Ministro Qin, interpretato da Zhang Bojun
- Yin Jianzheng, interpretato da Lou Yajiang
Ministro di destra, padre di Caiqian e fratello della consorte Yin.
- Duoxia, interpretata da Huang Mengying
Principessa della tribù Achai, è una guerriera innamorata di Yuan Ling che giunge a Wei per sposarsi con Yuan Hao.
- Mu Kesha, interpretato da Xu Jian
Generale della tribù Achai e amico d'infanzia di Duoxia, che ama in segreto.
- Kualu, interpretato da Gu Minghan
Fratello di Duoxia e principe della tribù Achai.
- Feng Luanfei, interpretata da Liu Yinglun
Sorella minore di Xianwu, è innamorata di Yuan Ming.
- Yin Caiqian, interpretata da Xu Muchan
Cugina di Yuan Zhan, è un maschiaccio irragionevole e viziato con una cotta per Yuan Ling. Nel corso della serie inizia a ricambiare i sentimenti di Yuan Che.
- Xiao Xu, interpretato da Mao Fangyuan
Principe di Liang.
- Xiao Ji, interpretato da Zhang Mingming
Principe di Liang.
- Guardiano delle Nove Trasformazioni, interpretato da Zheng Yecheng
- Lu Qian, interpretato da Xu Xun
- Eunuco Sun Shi, interpretato da Yang Guang
Aiutante dell'imperatore Yuan An.
- Yin Su, interpretato da Wei Yu
Aiutante della famiglia Yin.
- He Ruyi, interpretato da Wu Lihua
Medico imperiale a conoscenza della paternità di Yuan Ling.
- Feng Qiu, interpretato da Zheng Shengli
Aiutante di Feng Yan.
- Wei Zongping, interpretato da Guo Qiwu
Responsabile del personale e delle regole di palazzo.
- Chai Xiang, interpretato da ?
Soldato di Liang.

## Produzione
Zui linglong è realizzata dalla stessa squadra dietro la serie del 2015 Hua qian gu, cioè la produttrice Tang Lijun, la regista Lin Yufen e lo sceneggiatore Rao Jun.
La sceneggiatura fu completata in due anni: Rao Jun fu aiutato da Shi Siye, l'autrice del libro, per assicurare che l'adattamento fosse fedele. Insieme, introdussero delle innovazioni al romanzo, migliorando i personaggi e la trama, e aggiungendo nuovi elementi ideologici, insieme a elementi del fantasy orientale, come un diverso spazio-tempo. Nel disegnare i costumi, il costumista William Chang s'ispirò in buona parte allo stile della dinastia Wei occidentale. Un set di 30.000 metri quadrati fu costruito da zero. Ci vollero due settimane per realizzare ciascuno dei costumi di Liu Shishi interamente a mano, e tre mesi per venti pettinature diverse; quasi cinque mesi furono invece dedicati alla preparazione di più di cinquecento armature.
Le riprese iniziarono ufficialmente il 24 ottobre 2016 e si conclusero il 20 marzo 2017. Il trailer, intitolato "Lacrime, bacio, oblio" (泪吻忘情), fu diffuso il 15 maggio seguente.

## Ascolti
| N° episodio | Prima visione in Cina | Share medio | Share medio | Share medio         | Share medio         |
| N° episodio | Prima visione in Cina | CSM52       | CSM52       | a livello nazionale | a livello nazionale |
| N° episodio | Prima visione in Cina | Valutazione | Share       | Valutazione         | Share               |
| ----------- | --------------------- | ----------- | ----------- | ------------------- | ------------------- |
| 1-2         | 13 luglio 2017        | 0,820       | 4,836       | 0,241               | 1,626               |
| 3-4         | 14 luglio 2017        | 0,861       | 4,763       | 0,281               | 1,85                |
| 5-6         | 20 luglio 2017        | 0,791       | 4,63        | 0,2                 | 1,36                |
| 7-8         | 21 luglio 2017        | 0,892       | 4,725       | 0,32                | 2,11                |
| 9-10        | 27 luglio 2017        | 0,743       | 4,314       | 0,181               | 1,213               |
| 11-12       | 28 luglio 2017        | 0,714       | 3,749       | 0,24                | 1,53                |
| 13-14       | 3 agosto 2017         | 0,899       | 5,470       | 0,27                | 2,00                |
| 15-16       | 4 agosto 2017         | 0,699       | 3,686       | 0,24                | 0,61                |
| 17-18       | 10 agosto 2017        | 0,720       | 4,319       | 0,24                | 1,71                |
| 19-20       | 11 agosto 2017        | 0,861       | 4,690       | 0,35                | 2,25                |
| 21-22       | 17 agosto 2017        | 0,753       | 4,524       | 0,26                | 1,84                |
| 23-24       | 18 agosto 2017        | 0,848       | 4,635       | 0,27                | 1,88                |
| 25-26       | 24 agosto 2017        | 0,718       | 4,695       | –                   | –                   |
| 27-28       | 25 agosto 2017        | 0,704       | 3,812       | –                   | –                   |
| 29-30       | 31 agosto 2017        | 0,721       | 5,848       | 0,22                | 2,35                |
| 31-32       | 1 settembre 2017      | 0,671       | 4,296       | 0,28                | 2,41                |
| 33-34       | 6 settembre 2017      | 0,580       | 3,899       | 0,16                | 1,39                |
| 35-36       | 7 settembre 2017      | 0,840       | 5,664       | 0,25                | 2,12                |
| 37-38       | 8 settembre 2017      | 0,731       | 4,673       | 0,22                | 1,89                |
| 39-40       | 13 settembre 2017     | 0,451       | 3,076       | 0,19                | 1,69                |
| 41-42       | 14 settembre 2017     | 0,781       | 5,363       | 0,27                | 2,29                |
| 43-44       | 15 settembre 2017     | 0,671       | 4,056       | 0,208               | 1,214               |
| 45-46       | 20 settembre 2017     | 0,467       | 3,129       | 0,18                | 1,53                |
| 47-48       | 21 settembre 2017     | 0,827       | 5,808       | 0,25                | 2,17                |
| 49-50       | 22 settembre 2017     | 0,750       | 4,308       | 0,279               | 2,056               |
| 51-52       | 27 settembre 2017     | 0,459       | 3,087       | 0,195               | 1,762               |
| 53-54       | 28 settembre 2017     | 0,854       | 5,998       | 0,313               | 2,806               |
| 55-56       | 29 settembre 2017     | 0,81        | 5,191       | 0,306               | 2,609               |

## Colonna sonora
1. Exquisiteness (玲珑) – Jane Zhang
2. Because of You (因你) – William Chan
3. Tears of Injury (泪伤) – Shin
4. You are my Kingdom (你是我的王国) – Mao Fangyuan
5. Empty Love (空情) – Han Xue e Han Dong
6. Leaving with Joy (不如笑归去) – Chou Chuan-huing
7. Drunken Red Dust (醉里红尘) – Liu Xijun
8. Rustling in the Wind (风雨萧瑟) – Xu Liang
9. Rather not Meet (不若相见) – Gao Yiqing
10. Do You Know (你可知道) – Isabelle Huang Ling
11. Heart Tears (洙心泪) – Yisa Yu

## Spin-off
Vista la buona accoglienza della serie principale e la popolarità dei principi Yuan Che e Yuan Li, a metà di Zui linglong la produzione iniziò a realizzare uno spin-off, che fu pubblicato su Youku l'11 ottobre 2017 con il titolo Zuì línglóng fānwài zhī línglóng zuì mèng (醉玲珑番外之玲珑醉梦S, Zuì línglóng fānwài zhī línglóng zuì mèngP). La webserie da 12 episodi da mezz'ora fa da sequel e si concentra su Yuan Che e la sua fidanzata, Yin Caiqian, interpretati rispettivamente da Gong Jun e Xu Muchan. Yuan Che, Yin Caiqian, Yuan Li, Mingyan, Yuan Hao, Zhang Shu, Yin Jianzheng e il Guardiano delle Nove Trasformazioni tornano dalla serie principale, con l'aggiunta dei seguenti nuovi personaggi:
- Mo Qingli, interpretato da Gong Zhengnan
- Qing Bingling, interpretata da Zhang Yang
- Yi Huai, interpretato da Zhou Yanchen
- Chen Mu, interpretato da Qiu Hui
- Consorte Su, interpretata da Tan Limin